# 矢作嘉章
矢作 嘉章（やはぎ よしあき）は、日本の知的財産学者、技術経営学者。大阪工業大学知的財産専門職大学院元教授。工学博士（ロンドン大学ICL）。日本ライセンス協会2009理事。元豊田中央研究所知的財産部長。
専門は、グローバル知的財産経営戦略・技術経営(MOT)/技術マネジメント（特にFintech・ブロックチェーン分野）、知的財産管理（IPマネジメント・ライセンス等）・特許情報・知的財産情報システム。

## 略歴
東京工業大学大学院修士課程修了。1979年ロンドン大学インペリアルカレッジ(ICL)博士課程修了、工学博士（ロンドン大学ICL）。2003年豊田中央研究所知的財産部長に就任。その後、同社主席研究員や全豊田知的財産連絡会（知的財産部長会）副議長なども歴任。2013年大阪工業大学大学院知的財産研究科（知的財産専門職大学院）に着任。2014年同大学院教授就任。2020年大阪工業大学退官。
大阪工業大学知的財産専門職大学院において、グローバル知的財産経営戦略・技術経営(MOT)の教育に貢献した。同大学退官後は、大和大学政治経済学部経済経営学科教授も務めた。
主な所属学会は、日本知財学会、日本ライセンス協会。主な著書は、特許の棚卸しと権利化戦略（分担執筆、技術情報協会2017、学術書）。
グローバル知的財産経営戦略の対外啓蒙活動として、大阪府工業協会主催（近畿経済産業局後援）「2012知的財産研究会プレセミナー」（テーマ：トヨタから見た知的財産マネジメント）での講演、大阪工業大学知財会主催の社会人向け公開授業「現代知的財産制度特論2012」で講師を務めた。